# Sóbolevo
Sóbolevo (en rus: Соболево) és un poble del krai de Kamtxatka, a Rússia, que el 2021 tenia 1.423 habitants. És la seu administrativa del districte homònim.